# Arthur Aylesworth

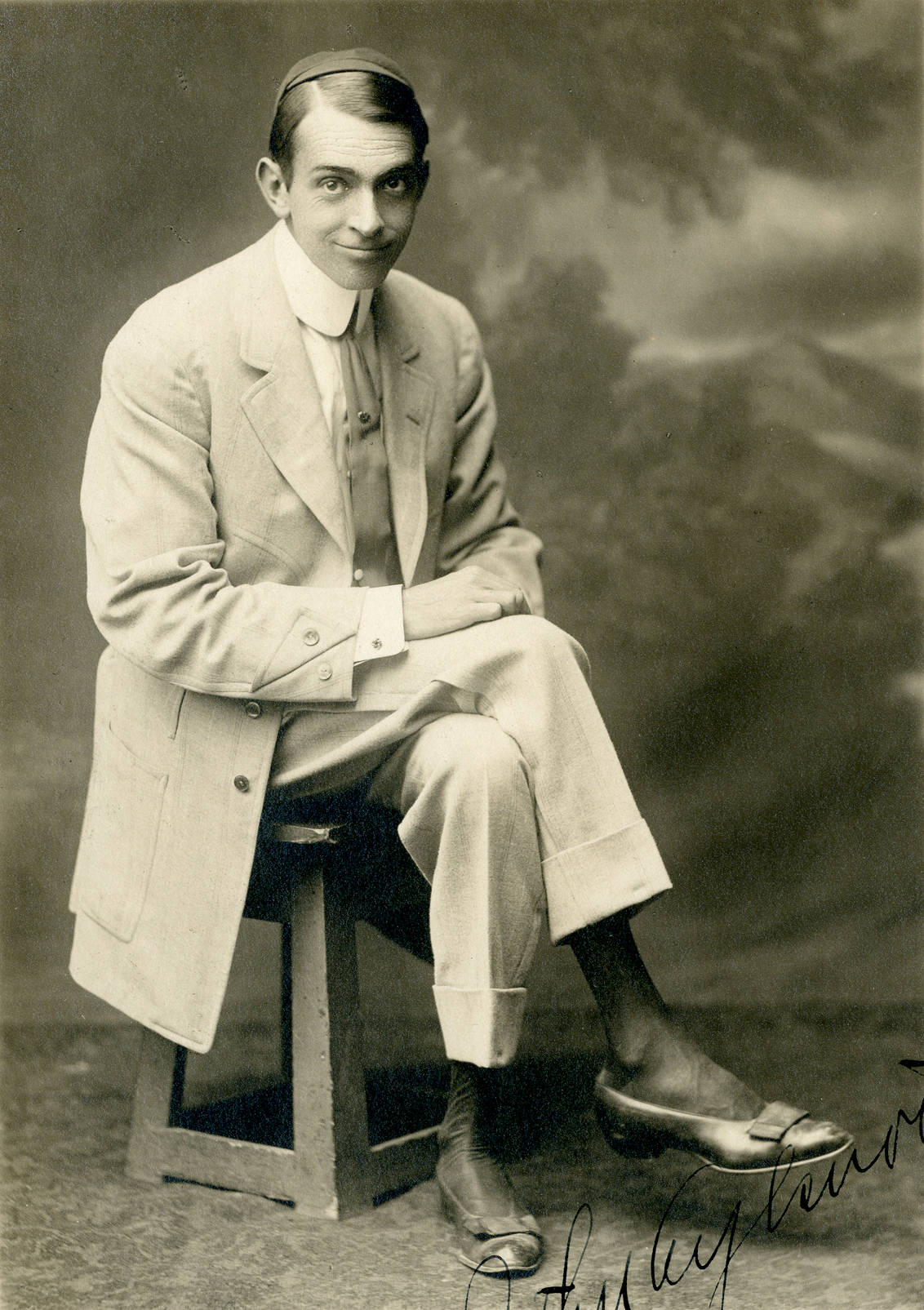
Arthur Aylesworth (1912)

Arthur Preston Aylesworth (* 12. August 1883 in Apponaug, Rhode Island, USA; † 26. Juni 1946 in Los Angeles, Kalifornien, USA) war ein US-amerikanischer Schauspieler. Er trat auch unter dem Namen Arthur Aylsworth auf.

## Leben und Werk
Arthur Aylesworth wurde in eine militärische Familie geboren. Sein Großvater und sein Vater hatten die United States Military Academy in West Point absolviert. Er selbst war auch zwei Jahre dort, wandte sich dann aber der Schauspielerei zu. In den 1910er und 1920er Jahren war er im Vaudeville, vor allem aber am Theater tätig. Seinen ersten Auftritt am Broadway hatte er 1911 in dem Stück Over Night von Philip Bartholomae und produziert von William A. Brady. Als William A. Brady dieses Stück 1915 verfilmte, spielte Arthur Aylesworth mit. Dies war sein erster und für mehrere Jahre einziger Film. Stattdessen blieb er weiterhin beim Theater. So führt die Internet Broadway Database bis 1933 16 Produktionen mit ihm auf (und für 1942 mit Yankee Point noch eine weitere). Darunter ist mit Kiss Me Quick eine Produktion aus dem Jahr 1913, in der er zusammen mit seiner Frau Sadie Harris auftrat, die er am 20. Juni 1912 geheiratet hatte.
Zum Kino kam Arthur Aylesworth erst Anfang der 1930er Jahre. 1934 erhielt er einen Vertrag bei Warner Bros. Er war ausschließlich in Nebenrollen zu sehen, oft auch uncredited. So kam er in der Zeit von 1934 bis zu seinem Tod 1946 auf über 130 Rollen. Dabei arbeitete er unter vielen der renommiertesten Hollywoodregisseure seiner Zeit wie Michael Curtiz (The Key, British Agent, Mord im Nachtclub, Gesetz der Berge, Goldene Erde Kalifornien, Land der Gottlosen), John Ford (Der junge Mr. Lincoln, Trommeln am Mohawk, Früchte des Zorns), William Dieterle (The Secret Bride, Das Leben des Emile Zola, Blockade), William A. Wellman (Goldfieber in Alaska, Drei Fremdenlegionäre, Roxie Hart, Buffalo Bill, der weiße Indianer), Henry Hathaway (Piraten in Alaska, Treck nach Utah, Zu Hause in Indiana), William Wyler (Der Westerner), Raoul Walsh (Entscheidung in der Sierra), Fritz Lang (Überfall der Ogalalla, Nacht im Hafen), Howard Hawks (Sergeant York) oder Norman Taurog (The Big Broadcast of 1936, Fifty Roads to Town, Toms Abenteuer, Teufelskerle, The Girl Downstairs). Sein letzter Film war Weißer Oleander von Joseph L. Mankiewicz. Der hager wirkende Schauspieler verkörperte mehrfach Richter, Anwälte, Sheriffs oder Offiziere, hin und wieder auch Farmer oder Barkeeper.
Arthur Aylesworth war von 1912 bis zu ihrem Tod 1933 mit der Schauspielerin Sadie Harris verheiratet. Er starb 1946 und wurde im Chapel of the Pines Crematory bestattet.
Synchronisiert wurde Arthur Aylesworth unter anderem von Karl-Maria Steffens, Erich Ebert, Harald Leipnitz und Herbert Weicker.

## Filmografie (Auswahl)
- 1915: Over Night
- 1934: The Key
- 1934: The Man With Two Faces
- 1934: Broadway-Show (Dames)
- 1934: British Agent
- 1934: Der Schrecken der Rennbahn (6 Day Bike Rider)
- 1934: Ein schwerer Junge (The St. Louis Kid)
- 1934: 1929 – Manhattan N.Y. (Gentlemen Are Born)
- 1934: Babbitt
- 1934: The Secret Bride
- 1934: The Case of the Howling Dog
- 1935: Die Goldgräber von 1935 (Gold Diggers of 1935)
- 1935: Man on the Flying Trapeze
- 1935: Goldfieber in Alaska (Call of the Wild)
- 1935: The Big Broadcast of 1936
- 1936: Next Time We Love
- 1936: Der versteinerte Wald (The Petrified Forest)
- 1936: Der König vom Pecos (King of the Pecos)
- 1936: Der Held der Prärie (The Plainsman)
- 1936: The Plot Thickens
- 1937: Sandflow
- 1937: Mord im Nachtclub (Marked Woman)
- 1937: Gesetz der Berge (Mountain Justice)
- 1937: Fifty Roads to Town
- 1937: Das Sklavenschiff (Slave Ship)
- 1937: I Cover the War
- 1937: Das Leben des Emile Zola (The Life of Emile Zola)
- 1937: Frisco-Express (Wells Fargo)
- 1938: Der Freibeuter von Louisiana (The Buccaneer)
- 1938: Of Human Hearts
- 1938: Toms Abenteuer (The Adventures of Tom Sawyer)
- 1938: Goldene Erde Kalifornien (Gold Is Where You Find It)
- 1938: Der Testpilot (Test Pilot)
- 1938: Blockade
- 1938: Der gejagte Professor (Professor Beware)
- 1938: Having Wonderful Time
- 1938: Piraten in Alaska (Spawn of the North)
- 1938: Teufelskerle (Boys Town)
- 1938: The Girl Downstairs
- 1939: King of the Underworld
- 1939: Jesse James, Mann ohne Gesetz (Jesse James)
- 1939: Die Abenteuer des Huckleberry Finn (The Adventures of Huckleberry Finn)
- 1939: Oklahoma Kid (The Oklahoma Kid)
- 1939: Rache für Alamo (Man of Conquest)
- 1939: Der junge Mr. Lincoln (Young Mr. Lincoln)
- 1939: 6000 Enemies
- 1939: Blondie Takes a Vacation
- 1939: Drei Fremdenlegionäre (Beau Geste)
- 1939: Musik fürs Leben (They Shall Have Music)
- 1939: Frontier Marshal
- 1939: Nur dem Namen nach (In Name Only)
- 1939: Weg aus dem Nichts (Dust Be My Destiny)
- 1939: Trommeln am Mohawk (Drums Along the Mohawk)
- 1940: Früchte des Zorns (The Grapes of Wrath)
- 1940: Little Old New York
- 1940: Granny Get Your Gun
- 1940: Nordwest-Passage (Northwest Passage)
- 1940: Women Without Names
- 1940: Der große Edison (Edison, the Man)
- 1940: Young People
- 1940: Treck nach Utah (Brigham Young)
- 1940: Der Westerner (The Westerner)
- 1940: Dr. Kildare: Die Heimkehr (Dr. Kildare Goes Home)
- 1940: Land der Gottlosen (Santa Fe Trail)
- 1941: Entscheidung in der Sierra (High Sierra)
- 1941: Überfall der Ogalalla (Western Union)
- 1941: Sergeant York
- 1941: Die Rächer von Missouri (Bad Men of Missouri)
- 1941: Der Schatten des dünnen Mannes (Shadow of the Thin Man)
- 1941: Dangerously They Live
- 1942: Roxie Hart
- 1942: Nacht im Hafen (Moontide)
- 1942: Scattergood Rides High
- 1942: Sin Town
- 1944: Buffalo Bill, der weiße Indianer (Buffalo Bill )
- 1944: Die Abenteuer Mark Twains (The Adventures of Mark Twain)
- 1944: Zu Hause in Indiana (Home in Indiana)
- 1945: Scared Stiff
- 1945: Weihnachten nach Maß (Christmas in Connecticut)
- 1946: Weißer Oleander (Dragonwyck)